# Valerij Žitnyj
Valerij Andreevič Žitnyj (in russo Валерий Андреевич Житный?; Mosca, 22 giugno 1936) è un ex schermidore sovietico, vincitore di due medaglie d'argento ed una di bronzo ai campionati mondiali di scherma.